# 小田太郎
小田 太郎（おだ たろう、1984年- ）は、日本の漫画編集者、元漫画家。

## 略歴
私立大学の学生として過ごしていたところをコミックボンボンの読み切りでデビュー。
『ろぼおっ!』連載中に就職活動の一環として講談社入社試験に参加し、内定を獲得。2007年から『月刊少年マガジン』の編集部に配属される。
コミックボンボン休刊後は編集者として働いているため、漫画家としては活動していない。

## 編集担当作品
- 龍帥の翼 史記・留侯世家異伝[3]
- 愚者の星[3]
- 恋は世界征服のあとで[3]
- 陸奥圓明流異界伝 修羅の紋 ムツさんはチョー強い?![3]
- ボールルームへようこそ[4]
- ましろのおと[5]
- 紺田照の合法レシピ[3]
- さよなら私のクラマー ※劇場版の企画協力も担当[6]。
- ゴッダリアン
- メソッド
- ドラハチ
- 断罪の魔術狩り

## 著書
- うそっぷ童話 （『コミックボンボン』2005年9月号　読み切り）
- ろぼおっ! （『コミックボンボン』2005年12月号、2006年2月号、4月号、6月号 - 2007年12月号[注 2]、全1巻）
- 就活☆コミック 内定がほしい![7]、ISBN 978-4-06-214438-4
- 講談社2008定期採用 Rコミック「就職活動!」[8]:原作

## 出演
- Rの法則 2015年11月19日放送回[9]